# Aprica
Aprica är en ort och kommun i provinsen Sondrio i regionen Lombardiet i Italien. Kommunen hade 1 555 invånare (2018) och gränsar till kommunerna Corteno Golgi, Teglio och Villa di Tirano.